# Elva (rivière)
Pour les articles homonymes, voir Elva.
La rivière Elva (en estonien : Elva jõgi) est une rivière qui s'écoule dans le comté de Põlva en Estonie.

## Présentation
La rivière Elva est un affluent droit sud de l'Emajõgi qui se jette dans le lac Peipous.
La longueur de la rivière Elva est de 82,4 km et la superficie de son bassin versant est de 451,4 km².
Son dénivelé total est de 144 mètres.
La rivière Elva traverse la commune d'Elva, le bourg de Tõravere et le lac Keeri järv. 
Elle rejoint l'Emajõgi juste au nord de la localité d'Ulila dans la commune d'Elva.
Plusieurs barrages et moulins ont été construits sur la rivière Elva à Palu, Hellenurme, Rundsu, Peedu, Voika, et Tõravere.
Au début du XXème siècle, le cours inférieur de la rivière était une voie navigable qui, avec des eaux plus élevées, était propice au flottage du bois.

## Galerie

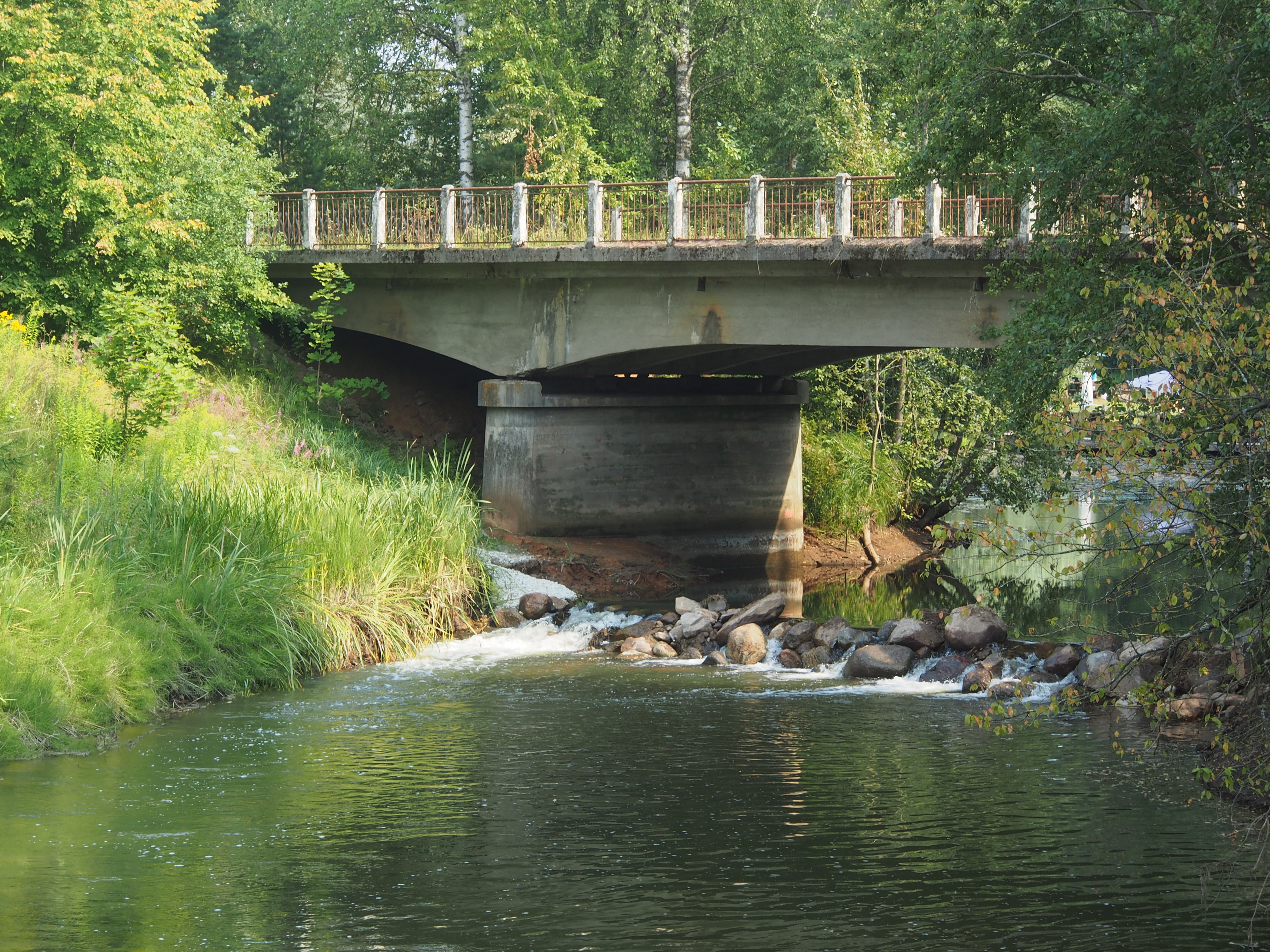
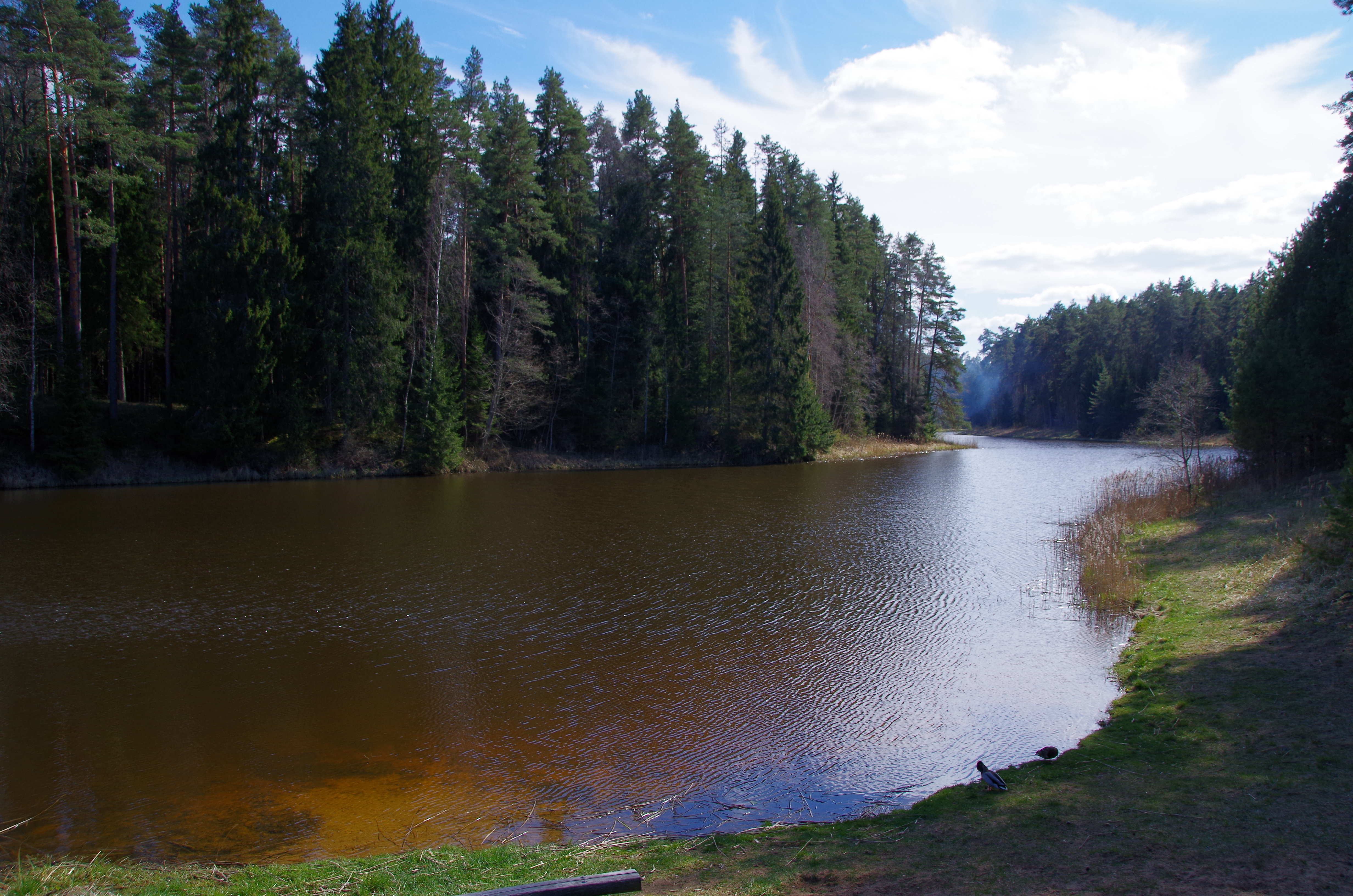
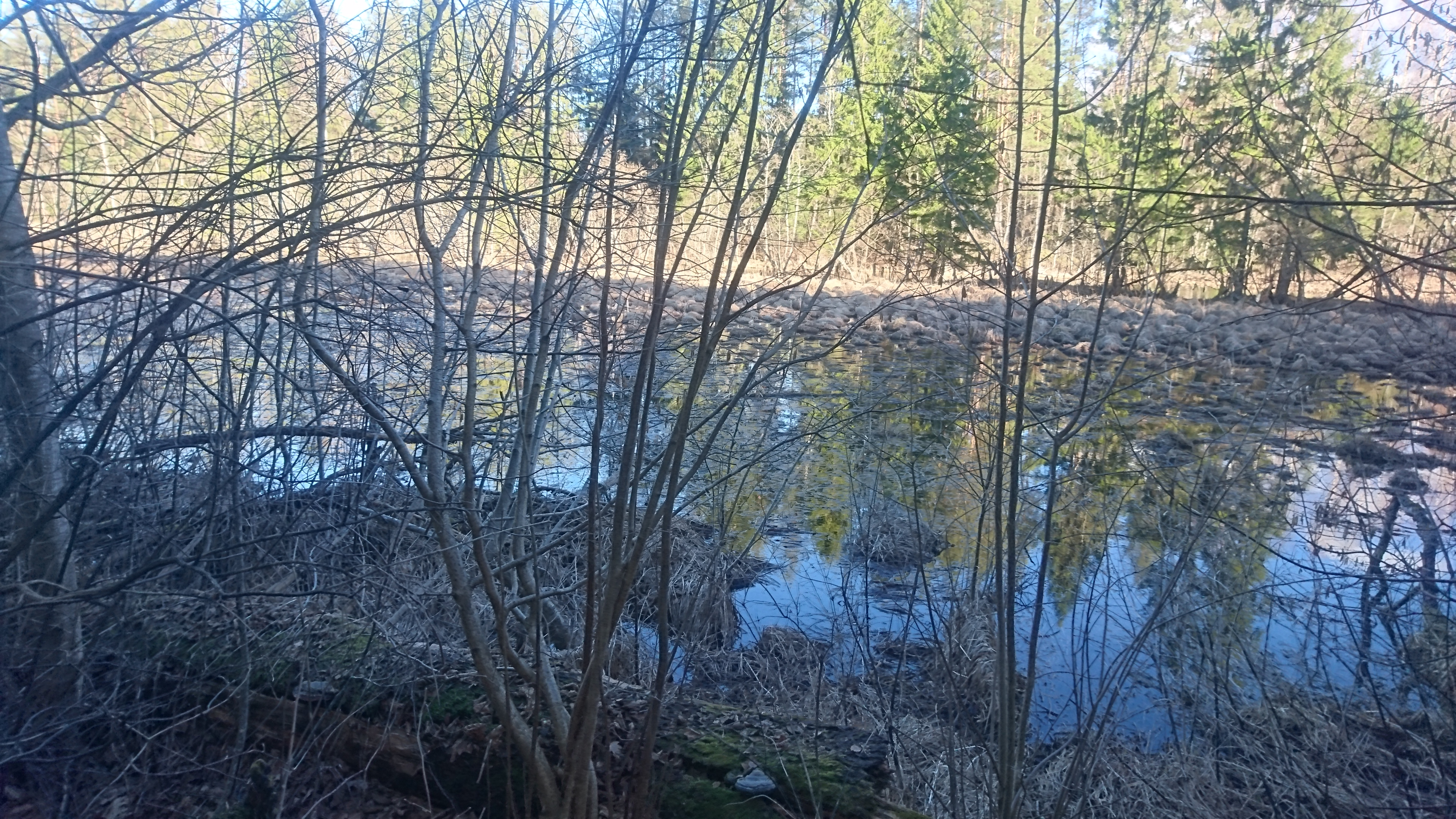

### Articles  connexes
- Liste des cours d'eau de l'Estonie